# Saint-Gratien (Val-d'Oise)
Saint-Gratien is een gemeente in het Franse departement Val-d'Oise in de regio Île-de-France en telt 19.226 inwoners (1999). De plaats maakt deel uit van het arrondissement Sarcelles.

## Geografie
De oppervlakte van Saint-Gratien bedraagt 2,4 km², de bevolkingsdichtheid is 8010,8 inwoners per km².
De onderstaande kaart toont de ligging van Saint-Gratien (Val-d'Oise) met de belangrijkste infrastructuur en aangrenzende gemeenten.

## Demografie
Onderstaande figuur toont het verloop van het inwonertal (bron: INSEE-tellingen).